# 바늘을 든 소녀
"바늘을 든 소녀"(영어: Pigen med nålen)는 2024년 개봉한 역사, 심리 공포 영화이다. 마그누스 폰 호른이 감독과 공동각본을 맡았다. 제77회(2024년) 칸 영화제 황금종려상 경쟁후보작이다. 제97회 아카데미상 국제영화상 후보작이다.